# Rue Paul-Vaillant-Couturier (Alfortville)
Pour les articles homonymes, voir rue Paul-Vaillant-Couturier.
La rue Paul-Vaillant-Couturier est une voie de communication d'Alfortville, dans le Val-de-Marne,. À la naissance d'Alfortville, c'était la plus longue artère de la ville.

## Situation et accès
Orientée du nord au sud, elle rencontre entre autres la rue Charles-de-Gaulle, traverse la place Jean-Jaurès, où se rencontrent la rue du 14-Juillet et la rue Victor-Hugo. 
Elle est desservie par la gare de Maisons-Alfort - Alfortville.

## Origine du nom

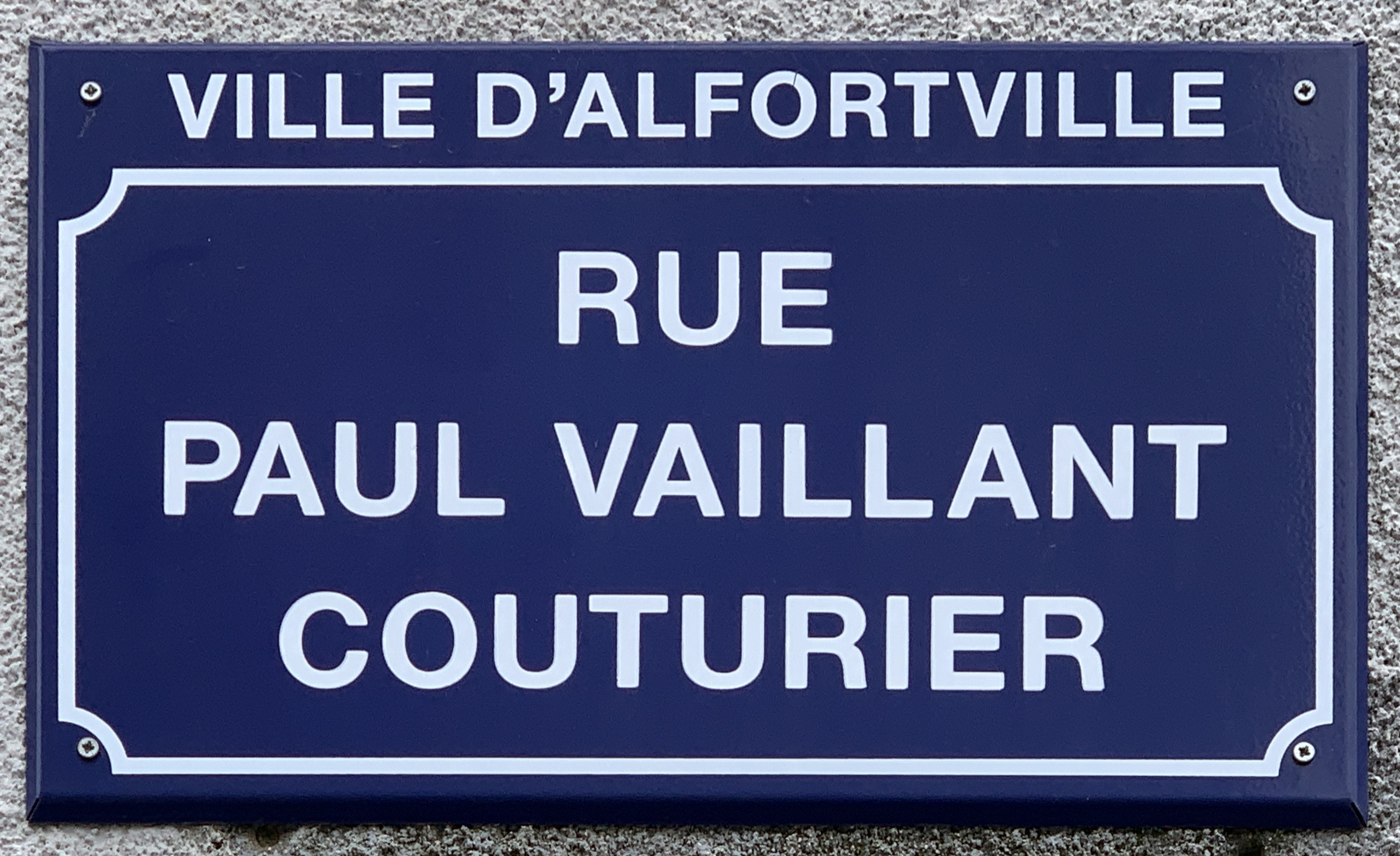
Rue Paul-Vaillant-Couturier.

Cette rue a été nommée en hommage à Paul Vaillant-Couturier, (1892-1937) , cofondateur du Parti communiste français.

## Historique

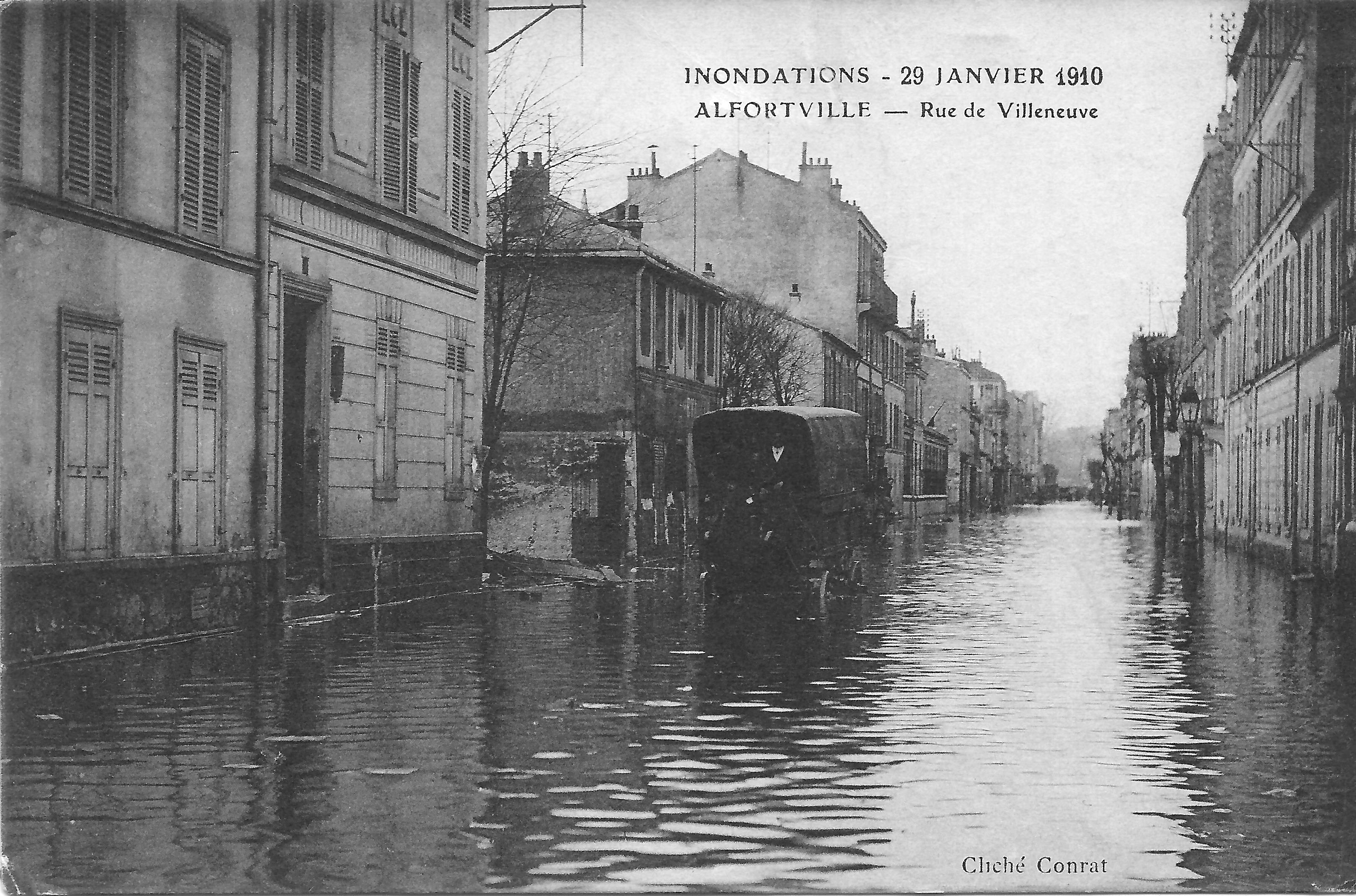
Inondations de 1910.

Cette voie de communication était autrefois la rue de Villeneuve, référence à Villeneuve-Saint-Georges vers laquelle elle se dirige. Plus au sud, un chemin de Villeneuve menant au cimetière d'Alfortville a longtemps subsisté, et est devenu la rue Étienne-Dolet.

## Bâtiments remarquables et lieux de mémoire
- Espace Culturel « Le 148 »[5].
- Square Camélinat.
- Groupe scolaire Nord, inauguré en 1898, première école de la ville[6]. C'est aujourd'hui l'école primaire Henri-Barbusse.
- Plusieurs immeubles datant du début du XXe siècle et recensés à l'inventaire général du patrimoine culturel, aux no 4, no 8, no 29, no 34[7], no 178[8].
- Hôtel de ville d'Alfortville, construit en 1887[9].
- Un marché, ouvert par arrëté prefectoral du 9 septembre 1882[10].